# Майдан-Александровский
Майдан-Александровский (укр. Майдан-Олександрівський) — село в Виньковецком районе Хмельницкой области Украины.
Население по переписи 2001 года составляло 1107 человек. Почтовый индекс — 32533. Телефонный код — 3846. Занимает площадь 3,48 км². Код КОАТУУ — 6820684501.

## Местный совет
32533, Хмельницкая обл., Виньковецкий р-н, с. Майдан-Александровский